# Eichelsdorf (Nidda)
Eichelsdorf ist der zweitgrößte Stadtteil von Nidda im hessischen Wetteraukreis.

## Geographische Lage
Der Ort liegt in der nördlichen Wetterau am südwestlichen Rand des Vogelsberges. Eichelsdorf liegt nördlich von Nidda am Zusammenfluss von Eichelbach und Nidda.

## Geschichte

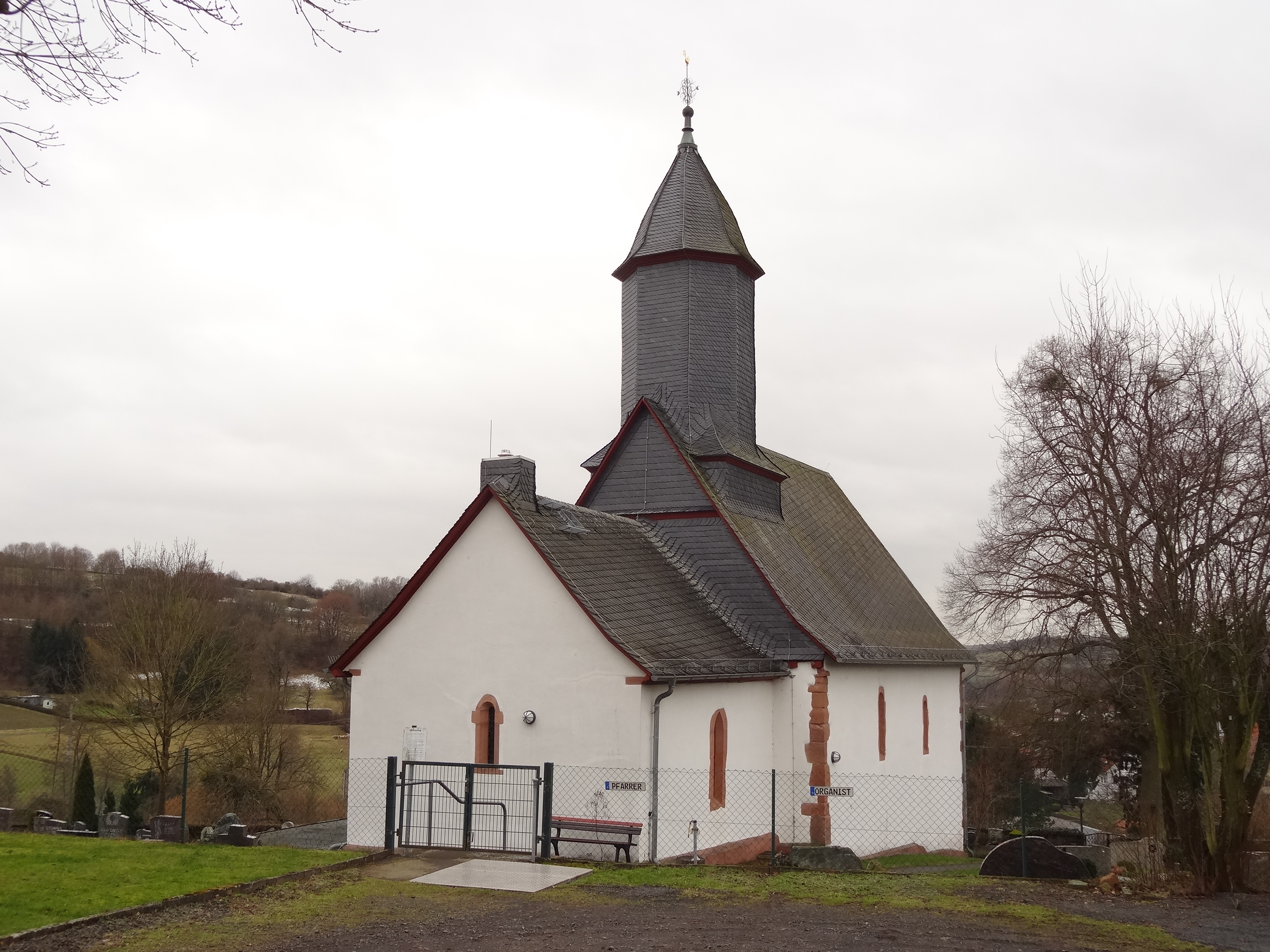
Evangelische Pfarrkirche Eichelsdorf

### Ortsgeschichte
Die urkundlich älteste Erwähnung von Eichelsdorf stammt aus dem Jahr 1187, als in Eigelesdorph eine Kirche erwähnt wurde. In diesem Jahr vermachte Graf Berthold II. von Nidda der Niddaer Johanniterorden-Kommende mehrere Pfarreien, Ländereien und Einkünfte in insgesamt 26 Orten, darunter in Eichelsdorf. Aus diesen Schenkungen kann man auf den ungefähren Umfang der Grafschaft Nidda schließen.
In der Schenkungsurkunde des Grafen an den Johanniterorden in Nidda werden u. a. die beiden Kirchen zu Eichelsdorf und der späteren Wüstung "Richolueshusen" als Filialen der Niddaer Mutterkirche genannt.
Folgende Einkünfte wurden den Niddaer Johannitern überschrieben: In Eichelsdorf erhielten sie den Zins drei Hufen und zwei Gehöften, insgesamt acht Schilling. Außerdem zinste ein Hofgut zwanzig Denare.
Nach dem Tode des Grafen Berthold II., der ohne männliche Erben verstarb, erbte sein Schwager Graf Rudolf II. von Ziegenhain die Grafschaft Nidda.
1476 wurden für einen Feldzug des hessischen Landgrafen gegen die Stadt Volkmarsen Ausrüstung und Soldaten in Registern aufgestellt, darunter aus dem Gericht auf dem"Fogelsberg" 13 '"kuwe" (Kühe) und 14 "Hemel" (Hammel) aus den Orten Eichelsdorf, Eichelsachsen, Wingershausen und Eschenrod.
Die Kirche wurde 1656 durch einen Brand stark beschädigt.
Die Statistisch-topographisch-historische Beschreibung des Großherzogthums Hessen berichtet 1830 über Eichelsdorf:

„Eichelsdorf (L. Bez. Nidda) evangel. Pfarrdorf; liegt an der Nidda 1 1⁄2 St. von der Stadt Nidda, hat 112 Häuser und 638 evangelische Einwohner, unter welchen 70 Bauern, 41 Handwerker und 10 Taglöhner sind; die Bauern treiben nebenbei größtentheils das Nagelschmiedhandwerk; auch finden sich unter den eigentlichen Handwerkern noch 6 Nagelschmiede, 4 Schuhmacher, 3 Leineweber etc.“

Hessische Gebietsreform (1970–1977)
Im Zuge der Gebietsreform in Hessen wurde kraft Landesgesetz zum 1. August 1972 die die bis dahin selbständige Gemeinde Eichelsdorf in die Stadt Nidda eingegliedert.
Für die ehemals eigenständigen Gemeinden sowie für die Kernstadt Nidda wurden Ortsbezirke mit Ortsbeirat und Ortsvorsteher nach der Hessischen Gemeindeordnung eingerichtet.

### Verwaltungsgeschichte im Überblick
Die folgende Liste zeigt die Staaten und Verwaltungseinheiten, denen Eichelsdorf angehört(e):
- Vor 1450: Heiliges Römisches Reich, Grafschaft Ziegenhain, Amt Nidda, Gericht Nidda
- 1450–1495: Erbstreit zwischen der Landgrafschaft Hessen und den Grafen von Hohenlohe
- ab 1450: Heiliges Römisches Reich, Landgrafschaft Hessen, Amt Nidda, Gericht Nidda[14]
- ab 1567: Heiliges Römisches Reich, Landgrafschaft Hessen-Marburg, Amt Nidda, Gericht Nidda[15]
- 1604–1648: Heiliges Römisches Reich, strittig zwischen Landgrafschaft Hessen-Darmstadt und Landgrafschaft Hessen-Kassel (Hessenkrieg)
- ab 1604: Heiliges Römisches Reich, Landgrafschaft Hessen-Darmstadt, Oberfürstentum Hessen, Amt Nidda, Gericht Nidda
- 1787: Heiliges Römisches Reich, Landgrafschaft Hessen-Darmstadt, Oberfürstentum Hessen, Amt Nidda und Lißberg, Gericht Nidda[16]
- ab 1806: Großherzogtum Hessen,[Anm. 2] Fürstentum Oberhessen, Amt und (seit 1803) Gericht Nidda[17][18]
- ab 1815: Großherzogtum Hessen, Provinz Oberhessen, Amt Nidda[19]
- ab 1821: Deutscher Bund, Großherzogtum Hessen, Provinz Oberhessen, Landratsbezirk Nidda[20][Anm. 3]
- ab 1832: Großherzogtum Hessen, Provinz Oberhessen, Kreis Nidda
- ab 1848: Großherzogtum Hessen, Regierungsbezirk Nidda
- ab 1852: Großherzogtum Hessen, Provinz Oberhessen, Kreis Nidda
- ab 1867: Norddeutscher Bund,[Anm. 4] Großherzogtum Hessen, Provinz Oberhessen, Kreis Nidda
- ab 1871: Deutsches Reich, Großherzogtum Hessen, Provinz Oberhessen, Kreis Nidda
- ab 1874: Deutsches Reich, Großherzogtum Hessen, Provinz Oberhessen, Kreis Schotten
- ab 1918: Deutsches Reich (Weimarer Republik), Volksstaat Hessen, Provinz Oberhessen, Kreis Schotten
- ab 1938: Deutsches Reich, Volksstaat Hessen, Landkreis Büdingen[21][Anm. 5]
- ab 1945: Amerikanische Besatzungszone, Groß-Hessen, Regierungsbezirk Darmstadt, Landkreis Büdingen
- ab 1946: Amerikanische Besatzungszone, Land Hessen, Regierungsbezirk Darmstadt, Landkreis Büdingen
- ab 1949: Bundesrepublik Deutschland, Land Hessen, Regierungsbezirk Darmstadt, Landkreis Büdingen
- ab 1972: Bundesrepublik Deutschland, Land Hessen, Regierungsbezirk Darmstadt, Wetteraukreis, Stadt Nidda[Anm. 6]

## Bevölkerung

### Einwohnerstruktur 2011
Nach den Erhebungen des Zensus 2011 lebten am Stichtag dem 9. Mai 2011 in Eichelsdorf 1251 Einwohner. Darunter waren 33 (2,6 %) Ausländer.
Nach dem Lebensalter waren 186 Einwohner unter 18 Jahren, 480 waren zwischen 18 und 49, 318 zwischen 50 und 64 und 267 Einwohner waren älter.
Die Einwohner lebten in 516 Haushalten. Davon waren 117 Singlehaushalte, 186 Paare ohne Kinder und 168 Paare mit Kindern, sowie 33 Alleinerziehende und 15 Wohngemeinschaften. In 117 Haushalten lebten ausschließlich Senioren/-innen und in 330 Haushaltungen leben keine Senioren/-innen.

### Einwohnerentwicklung
| • 1791: | 463 Einwohner                       |
| • 1800: | 501 Einwohner                       |
| • 1806: | 531 Einwohner, 112 Häuser           |
| • 1829: | 638 Einwohner, 112 Häuser           |
| • 1867: | 716 Einwohner, 127 bewohnte Gebäude |
| • 1875: | 570 Einwohner, 107 bewohnte Gebäude |

| Eichelsdorf: Einwohnerzahlen von 1791 bis 2022 | Eichelsdorf: Einwohnerzahlen von 1791 bis 2022 | Eichelsdorf: Einwohnerzahlen von 1791 bis 2022 | Eichelsdorf: Einwohnerzahlen von 1791 bis 2022 | Eichelsdorf: Einwohnerzahlen von 1791 bis 2022 |
| --- | ---------------------------------------------- | ---------------------------------------------- | ---------------------------------------------- | ---------------------------------------------- |
| Jahr |                                                |                                                |                                                | Einwohner                                      |
| 1791 | 1791                                           |                                                | 463                                            | 463                                            |
| 1800 | 1800                                           |                                                | 501                                            | 501                                            |
| 1806 | 1806                                           |                                                | 531                                            | 531                                            |
| 1829 | 1829                                           |                                                | 638                                            | 638                                            |
| 1834 | 1834                                           |                                                | 632                                            | 632                                            |
| 1840 | 1840                                           |                                                | 659                                            | 659                                            |
| 1846 | 1846                                           |                                                | 688                                            | 688                                            |
| 1852 | 1852                                           |                                                | 729                                            | 729                                            |
| 1858 | 1858                                           |                                                | 708                                            | 708                                            |
| 1864 | 1864                                           |                                                | 723                                            | 723                                            |
| 1871 | 1871                                           |                                                | 694                                            | 694                                            |
| 1875 | 1875                                           |                                                | 655                                            | 655                                            |
| 1885 | 1885                                           |                                                | 667                                            | 667                                            |
| 1895 | 1895                                           |                                                | 723                                            | 723                                            |
| 1905 | 1905                                           |                                                | 796                                            | 796                                            |
| 1910 | 1910                                           |                                                | 842                                            | 842                                            |
| 1925 | 1925                                           |                                                | 903                                            | 903                                            |
| 1939 | 1939                                           |                                                | 946                                            | 946                                            |
| 1946 | 1946                                           |                                                | 1.311                                          | 1.311                                          |
| 1950 | 1950                                           |                                                | 1.308                                          | 1.308                                          |
| 1956 | 1956                                           |                                                | 1.213                                          | 1.213                                          |
| 1961 | 1961                                           |                                                | 1.211                                          | 1.211                                          |
| 1967 | 1967                                           |                                                | 1.320                                          | 1.320                                          |
| 1970 | 1970                                           |                                                | 1.312                                          | 1.312                                          |
| 1980 | 1980                                           |                                                | ?                                              | ?                                              |
| 1990 | 1990                                           |                                                | ?                                              | ?                                              |
| 1996 | 1996                                           |                                                | 1.446                                          | 1.446                                          |
| 2000 | 2000                                           |                                                | 1.484                                          | 1.484                                          |
| 2006 | 2006                                           |                                                | 1.468                                          | 1.468                                          |
| 2010 | 2010                                           |                                                | 1.351                                          | 1.351                                          |
| 2011 | 2011                                           |                                                | 1.251                                          | 1.251                                          |
| 2015 | 2015                                           |                                                | 1.299                                          | 1.299                                          |
| 2022 | 2022                                           |                                                | 1.225                                          | 1.225                                          |
| Datenquelle: Historisches Gemeindeverzeichnis für Hessen: Die Bevölkerung der Gemeinden 1834 bis 1967. Wiesbaden: Hessisches Statistisches Landesamt, 1968. Weitere Quellen: LAGIS; Stadt Nidda; Zensus 2011 |                                                |                                                |                                                |                                                |

### Historische Religionszugehörigkeit
| • 1829: | 638 evangelische (= 100 %) Einwohner                                    |
| • 1961: | 1047 evangelische (= 86,46 %) und 147 katholische (= 12,14 %) Einwohner |

## Politik

### Ortsvorsteher
Ortsvorsteher ist Werner Rau (Stand Mai 2021).

### Ortswappen
Blasonierung: „In Rot ein silberner Wellenbalken, oben zwei silberne achtstrahlige Sterne, unten drei goldene Buchenblätter (2:1).“

## Kulturdenkmäler
Siehe: Liste der Kulturdenkmäler in Eichelsdorf

## Wirtschaft und Infrastruktur
- Den öffentlichen Personennahverkehr stellt die Regionalverkehr Kurhessen GmbH sicher.
- Im Ort gibt es
  - ein Bürgerhaus,
  - einen Kinderspielplatz,
  - zwei Sportplätze
  - eine evangelische Kirche.
  - einen REWE-Markt
  - einen Kindergarten

Durch den Ort verläuft die Bundesstraße 455.

## Persönlichkeiten
- August Müller (1853–1913), Naturalienhändler, Entomologe und Ornithologe